# Vyšná Šebastová
Vyšná Šebastová (in ungherese Felsősebes) è un comune della Slovacchia facente parte del distretto di Prešov, nella regione omonima.